# Scopula irrubescens
Scopula irrubescens är en fjärilsart som beskrevs av Louis Beethoven Prout 1934. Scopula irrubescens ingår i släktet Scopula och familjen mätare. Inga underarter finns listade.